# Peperomia conturbans
Peperomia conturbans är en pepparväxtart som beskrevs av Trel. & Yunck.. Peperomia conturbans ingår i släktet peperomior, och familjen pepparväxter. Inga underarter finns listade i Catalogue of Life.